# Hello! Project Eggs
Con Hello! Project Eggs (o Hello! Pro Egg, ハロプロエッグ Haro Puro Eggu)  oppure Hello Pro Kenshusei  si intendono tutte le ragazze tirocinanti dell'Hello! Project.
alcune ragazze che ora sono membri ufficiali in passato sono state Eggs.

## Storia
Dopo le audizioni tenute nel 2002 e nel 2004, tutte le ragazze che le superarono divennero Eggs, ovvero furono sottoposte a lezioni di ballo e canto, e, in alcuni casi, anche di recitazione. Le Eggs infatti vengono preparate ad essere future Idol.

## Eggs attuali
- Kaneko Rie
- Miyamoto Karin
- Takagi Sayuki
- Tanabe Nanami
- Yoshihashi Kurumi
- Hamaura Ayano
- Taguchi Natsumi
- Otsuka Aina
- Ogawa Rena
- Kosuga Fuyuka
- Uemura Akari
- Murota Mizuki
- Okamura Rise
- Yamagishi Riko
- Nomura Minami
- Kanazawa Tomoko
- Ichioka Reina
- Kaga Kaede
- Kishimoto Yumeno
- Makino Maria
- Wada Sakurako
- Sasaki Rikako

## Eggs Debuttate nell'Hello! Project o in altri gruppi
- Okada Yui, v-u-den (Il gruppo si è sciolto in seguito)
- Arihara Kanna, °C-ute (ha lasciato il gruppo in seguito)
- LinLin, Morning Musume (ha lasciato il gruppo in seguito)
- Korenaga Miki, Ongaku Gatas
- Muto Mika, Ongaku Gatas (ha lasciato il gruppo in seguito)
- Sawada Yuri, Ongaku Gatas (ha lasciato il gruppo in seguito)
- Noto Arisa, Ongaku Gatas, StylipS
- Morozuka Kanami, THE Possible
- Oshe Kaede, THE Possible (ha lasciato il gruppo in seguito)
- Hashimoto Aina, THE Possible
- Akiyama Yurika, THE Possible
- Okada Robin Shouko, THE Possible
- Goto Yuki, THE Possible
- Hashida Mirei, solista
- Mano Erina, solista (ha lasciato l'Hello! Project in seguito)
- Wada Ayaka, Shugo Chara Egg! (ha lasciato il gruppo in seguito), S/mileage
- Maeda Yuuka, Shugo Chara Egg! (ha lasciato il gruppo in seguito), S/mileage (ha lasciato il gruppo in seguito)
- Fukuda Kanon, Shugo Chara Egg! (hga lasciato il gruppo in seguito), S/mileage
- Ogawa Saki, S/mileage (ha lasciato il gruppo in seguito)
- Maeda Irori, Shugo Chara Egg! (il gruppo si è sciolto in seguito), AKBN0 (ha lasciato il gruppo in seguito)
- Kikkawa Yuu, solista
- Sengoku Minami, Up-Up Girls
- Mori Saki, Up-Up Girls
- Furukawa Konatsu, Up-Up Girls
- Sekine Azusa, Up-Up Girls
- Satou Ayano, Up-Up Girls
- Arai Manami, Up-Up Girls
- Saho Akari, Shugo Chara Egg! (il gruppo si è sciolto in seguito), Up-Up Girls
- Fukumura Mizuki, Shugo Chara Egg! (il gruppo si è sciolto in seguito), Morning Musume
- Kitahara Sayaka, solista
- Kizawa Runa, Smile Gakuen
- Nagasawa Wakana, Sakura Girls
- Takeuchi Akari, S/mileage
- Katsuta Rina, S/mileage
- Kudou Haruka, Morning Musume
- Oda Sakura, Morning Musume

## Eggs Passate
- Okada Yui (2004)
- Ooyanagi Maho (2004-2005)
- Kawashima Miyuki (2004-2005)
- Arihara Kanna (2004-2006)
- Qian Lin ( LinLin )(2007)
- Korenaga Miki (2004-2007)
- Hashida Mirei (2004-2007)
- Ogura Manami (2006-2007)
- Morozuka Kanami (2004-2007)
- Ohse Kaede (2004-2007)
- Hashimoto Aina (2004-2007)
- Akiyama Yurika (2004-2007)
- Okada Robin Shouko (2004-2007)
- Goto Yuki (2004-2007)
- Yutoku Ayumi (2004-2007)
- Mano Erina (2006-2008)
- Muto Mika (2004-2008)
- Aoki Erina (2004-2008)
- Sezaki Azusa (2009)
- Sawada Yuri (2004-2009)
- Noto Arisa (2004-2009)
- Wada Ayaka (2004-2010)
- Maeda Yuuka (2004-2010)
- Fukuda Kanon (2004-2010)
- Ogawa Saki (2004-2010)
- Komine Momoka (2006-2010)
- Sainen Mia (2004-2010)
- Okai Asuna (2004-2010)
- Hirano Tomomi (2009-2010)
- Kizawa Runa (2010)
- Kikkawa Yuu (2007-2010)
- Sengoku Minami (2004-2010)
- Fukumura Mizuki (2008-2011)
- Mori Saki (2004-2011)
- Furukawa Konatsu (2004-2011)
- Tanaka Anri (2004-2011)
- Sekine Azusa (2004-2011)
- Arai Manami (2007-2011)
- Sato Ayano (2009-2011)
- Kitahara Sayaka (2004-2011)
- Saho Akari (2004-2011)
- Takeuchi Akari (2008-2011)
- Katsuta Rina (2009-2011)
- Nagasawa Wakana (2010-2011)
- Kudo Haruka (2010-2011)
- Yamaga Kanae (2011-2012)
- Oda Sakura (2011-2012)
- Mogi Minami (2011-2012)